# Росон
Ро́сон (исп. Rawson) — город на юге Аргентины, в департаменте Росон. Административный центр провинции Чубут.

## История
Основан уэльскими поселенцами 15 сентября 1865 года. Назван в честь Гильермо Росона — министра внутренних дел Аргентины. Первоначально назывался Trerawson, данное название иногда употребляется и сегодня. В 1957 году стал столицей провинции Чубут.

## География и климат
Росон располагается в 1 500 км к югу от Буэнос-Айреса, на реке Чубут, в 8 км выше её устья. В нескольких километрах от города есть пляж Playa Unión.
| Показатель                    | Янв. | Фев. | Март | Апр. | Май  | Июнь | Июль | Авг. | Сен. | Окт. | Нояб. | Дек. | Год   |
| ----------------------------- | ---- | ---- | ---- | ---- | ---- | ---- | ---- | ---- | ---- | ---- | ----- | ---- | ----- |
| Средний суточный максимум, °C | 29,3 | 28,5 | 24,6 | 20,3 | 15,7 | 12,1 | 12,3 | 14,6 | 17,6 | 20,9 | 25,7  | 27,9 | 20,7  |
| Средняя температура, °C       | 21,7 | 20,6 | 17,1 | 13,1 | 9,1  | 6,3  | 5,9  | 7,6  | 10,1 | 13,8 | 18,0  | 20,3 | 13,6  |
| Средний суточный минимум, °C  | 14,4 | 13,4 | 10,5 | 7,1  | 3,9  | 1,5  | 0,9  | 1,8  | 4,1  | 7,5  | 10,3  | 12,7 | 7,3   |
| Норма осадков, мм             | 13,9 | 11,3 | 21,4 | 28,3 | 21,6 | 23,4 | 20,9 | 13,5 | 12,5 | 20,9 | 10,1  | 12,3 | 210,1 |
| Источник: SMN Argentina       |      |      |      |      |      |      |      |      |      |      |       |      |       |

## Население
По данным переписи 2012 года население Росона составило 26 306 человек, с пригородами - около 40 тысяч. Примерно 1/2 горожан составляют потомки валлийских колонистов, хотя валлийским языком в быту пользуются немногие.

## Экономика
Валлийские поселенцы, высадившиеся на суровых берегах Патагонии, столкнулись с двумя основными проблема в развитии городской экономики - засушливым климатом и отсутствием хорошего порта. Первая проблема была решена путём строительства мелиоративных сооружений на реке Чубут, позволивших использовать её воды для орошения полей. Тем не менее, выращенную на орошаемых полях пшеницу ещё нужно было как-то вывезти, в то время как песчаные отмели в устье Чубута позволяли заходить в порт только небольшим рыболовецким судам. Выход был найден в строительстве железной дороги до глубоководного порта Пуэрто-Мадрин. С завершением сооружения железной дороги (1893) местные фермеры и животноводы получили доступ к мировому рынку сельхозпродукции.
Основой экономики города в наши дни является государственный сектор - органы власти различных уровней (благодаря статусу столицы провинции) и подчинённые им учреждения образования и здравоохранения дают работу более чем половине экономически активного населения.
В частном секторе лидирующие позиции занимает рыболовство (в городском порту базируется около 60 рыболовецких судов), переработка и упаковка сельхозпродукции и улова, розничная торговля. В окрестностях города существует несколько карьеров, в которых добываются песок и галька.

## Культура
- Городской музей содержит коллекцию предметов истории, фотогалерею.
- Музей Don Bosco посвящён истории города.

## Города-побратимы
Блайнай-Фестиниог,  Уэльс